# Yigoga picturata
Yigoga picturata är en fjärilsart som beskrevs av Igor Kozhanchikov 1925. Yigoga picturata ingår i släktet Yigoga och familjen nattflyn. Inga underarter finns listade i Catalogue of Life.